# Gwern
Gwern är en mindre framträdande litterär figur i den walesiska sagosamlingen Pedair Cainc Y Mabinogi (De fyra strängarna av Mabinogi). Han förekommer i sagan "Branwen ferch Lyr". Gwern är son till den irländske kungen Matholwch och dennes brittiska drottning Branwen. Gwern dödas av sin morbror Efnisien.